# Kim Chae-yeon
Kim Chae-yeon (12 de septiembre de 1977) es una actriz surcoreana. Fue la protagonista en ARN (2000), Reserva para el Amor (2002) y Hello! Balbari (2003).

## Filmografía

### Cine
| Año  | Título              | Rol |
| ---- | ------------------- | --- |
| 2001 | Say Yes             |     |
| 2002 | City Horror: Scream |     |
| 2002 | Break Out           |     |
| 2006 | Art of Fighting     |     |
| 2006 | Running Wild        |     |
| 2010 | I Saw the Devil     |     |

### Serie de televisión
| Año  | Título                | Rol           | Red          |
| ---- | --------------------- | ------------- | ------------ |
| 1995 | LA Arirang            |               | SBS          |
| 2000 | RNA                   | Hong Soo-ji   | KBS2         |
| 2001 | Pretty Lady           | Jean Dokgo    | KBS2         |
| 2001 | Tender Hearts         | Suh Mi-yun    | KBS1         |
| 2002 | Reservation for Love  | Jang Seung-ri | MBC          |
| 2003 | Hello! Balbari        | Mi-na         | KBS2         |
| 2013 | A Tale of Two Sisters | Choi Yi-young | KBS1         |
| 2013 | Nail Shop Paris       | Geum Mi-rye   | MBC Dramanet |
| 2013 | Fantasy Tower         | Go Yoo-mi     | tvN          |
| 2015 | Queen's Flower        | Shin Ji-soo   | MBC          |